# Muuruejärvi
Muuruejärvi är en sjö i Finland. Den ligger i kommunen Viitasaari i landskapet Mellersta Finland, i den centrala delen av landet, 300 km norr om huvudstaden Helsingfors. Muuruejärvi ligger 100,8 meter över havet. Den är 25,78 meter djup. Arean är 25,34 kvadratkilometer och strandlinjen är 105,44 kilometer lång. Sjön  ingår i Kymmene älvs huvudavrinningsområde.   Den sträcker sig 12,6 kilometer i nord-sydlig riktning, och 9,2 kilometer i öst-västlig riktning.
I övrigt finns följande i Muuruejärvi:
- Louhusaari (ö i Viitasaari, Muuruejärvi) (en ö), 63°05′56″N 25°29′29″Ö / 63.0988°N 25.4915°Ö (0 ha)
- Koirasaaret (ö i Viitasaari, Muuruejärvi) (en ö), 63°06′04″N 25°29′12″Ö / 63.101°N 25.4868°Ö (0 ha)
- Rutasaari (en ö), 63°06′14″N 25°29′00″Ö / 63.104°N 25.4832°Ö (18 ha)
- Pikkusaari (en ö)
- Palosaari (ö i Viitasaari, Muuruejärvi) (en ö), 63°06′46″N 25°27′40″Ö / 63.1129°N 25.461°Ö (0 ha)
- Mykysaari (ö i Mellersta Finland) (en ö), 63°06′35″N 25°28′43″Ö / 63.1096°N 25.4785°Ö (0 ha)
- Vihonsaari (en ö), 63°06′32″N 25°28′29″Ö / 63.109°N 25.4746°Ö (16 ha)
- Tiirinsaari (en ö)
- Villisaaret (en ö), 63°07′16″N 25°29′25″Ö / 63.1212°N 25.4902°Ö
- Nuottakotasaari (ö i Viitasaari, Muuruejärvi) (en ö), 63°07′31″N 25°29′22″Ö / 63.1254°N 25.4895°Ö (0 ha)
- Hääräsaari (en ö), 63°07′44″N 25°29′34″Ö / 63.1289°N 25.4929°Ö (2 ha)
- Oravasaari (ö i Mellersta Finland, Saarijärvi-Viitasaari) (en ö), 63°07′56″N 25°29′26″Ö / 63.1323°N 25.4906°Ö (1 ha)
- Karvasaaret (ö i Viitasaari) (en ö), 63°08′06″N 25°29′33″Ö / 63.135°N 25.4924°Ö
- Lakmanni (en ö), 63°08′30″N 25°28′41″Ö / 63.1416°N 25.478°Ö
- Talatsaaret (ö i Viitasaari) (en ö), 63°08′31″N 25°27′19″Ö / 63.142°N 25.4554°Ö (0 ha)
- Laukkusaari (en ö)
- Muikkusaari (en ö)
- Latosaari (ö i Viitasaari, Muuruejärvi) (en ö), 63°03′46″N 25°31′26″Ö / 63.0628°N 25.5239°Ö (0 ha)
- Juuriainen (en ö), 63°03′42″N 25°32′18″Ö / 63.0616°N 25.5382°Ö (1,1 km²)
- Tulisaari (ö i Viitasaari, Muuruejärvi) (en ö), 63°04′34″N 25°30′48″Ö / 63.0762°N 25.5133°Ö (0 ha)
- Louhusaaret (ö i Viitasaari, Muuruejärvi) (en ö), 63°04′36″N 25°31′08″Ö / 63.0768°N 25.5189°Ö (0 ha)
- Pieni Niinisaari (ö i Mellersta Finland) (en ö), 63°04′09″N 25°31′58″Ö / 63.0691°N 25.5329°Ö (0 ha)
- Honkasaari (ö i Viitasaari, Suovanselkä) (en ö), 63°04′30″N 25°31′42″Ö / 63.075°N 25.5284°Ö (0 ha)
- Hirvisaari (ö i Viitasaari, Muuruejärvi) (en ö), 63°04′47″N 25°31′16″Ö / 63.0796°N 25.521°Ö (4 ha)
- Pieni-Tenhiäinen (en ö), 63°04′53″N 25°32′01″Ö / 63.0815°N 25.5335°Ö (0 ha)
- Tenhiäinen (en ö), 63°04′43″N 25°32′16″Ö / 63.0785°N 25.5377°Ö (14 ha)
- Mokonsaari (en ö), 63°05′02″N 25°32′48″Ö / 63.0838°N 25.5468°Ö (1 ha)
- Pieni Rajasaari (en ö), 63°05′41″N 25°31′38″Ö / 63.0948°N 25.5271°Ö (1 ha)
- Niinisaari (ö i Mellersta Finland, Saarijärvi-Viitasaari) (en ö), 63°04′12″N 25°31′52″Ö / 63.0701°N 25.5311°Ö (2 ha)
- Mokonluoto (en ö)
- Vasikkasaari (ö i Viitasaari, Muuruejärvi) (en ö), 63°03′44″N 25°33′54″Ö / 63.0621°N 25.5649°Ö (16 ha)
- Pyöreäsaari (ö i Viitasaari, Muuruejärvi) (en ö), 63°05′47″N 25°31′23″Ö / 63.0965°N 25.523°Ö (0 ha)
- Rajasaari (ö i Viitasaari, Muuruejärvi) (en ö), 63°06′06″N 25°31′13″Ö / 63.1017°N 25.5202°Ö (23 ha)
- Karjusaaret (en ö), 63°06′30″N 25°29′50″Ö / 63.1083°N 25.4971°Ö (2 ha)
- Pylväinen (en ö), 63°06′16″N 25°30′30″Ö / 63.1044°N 25.5083°Ö (0 ha)
- Teinisaari (ö i Viitasaari, Muuruejärvi) (en ö), 63°06′42″N 25°31′15″Ö / 63.1118°N 25.5207°Ö (1 ha)
- Aunonsaari (ö i Mellersta Finland) (en ö), 63°06′38″N 25°31′45″Ö / 63.1105°N 25.5291°Ö (0 ha)
- Saunasaari (ö i Viitasaari, Muuruejärvi) (en ö), 63°06′48″N 25°32′15″Ö / 63.1132°N 25.5375°Ö (2 ha)

I övrigt finns följande vid Muuruejärvi:
- Koivulahti (en vik)
- Kutemainen (en sjö)
- Kutemainen (en sjö)